# Tojinium
Tojinium japonicum es una especie de araña araneomorfa de la familia Linyphiidae. Es el único miembro del género monotípico Tojinium.

## Distribución
Se encuentra en Japón.